# Elling Kirke

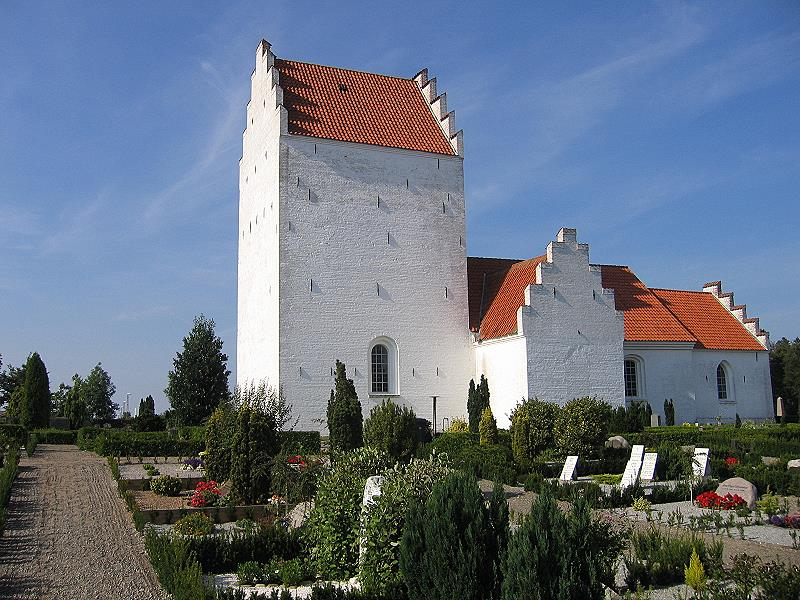
Kirche in Elling

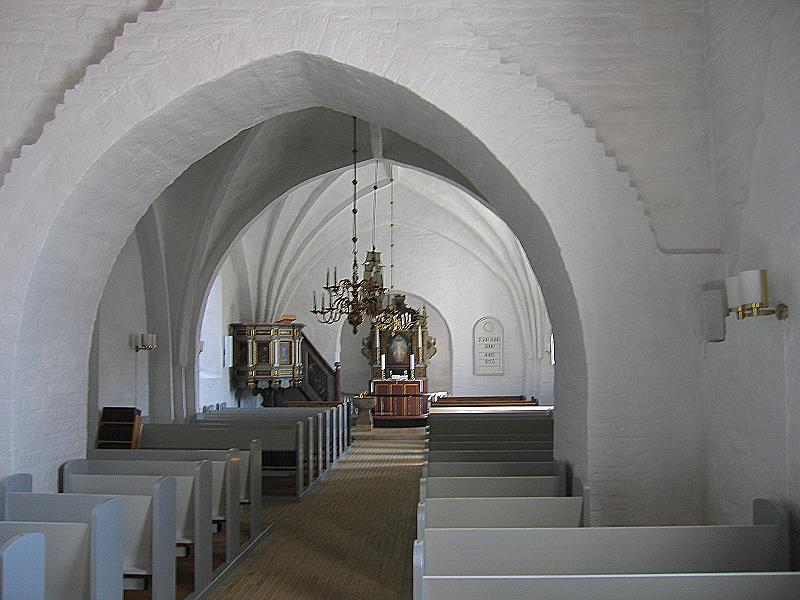
Inventar der Elling Kirke

Elling Kirke (Kirche von Elling) ist ein Kirchengebäude in der dänischen Ortschaft Elling.

## Gemeinde
Die dänische Kirchengemeinde gehört zur Frederikshavn Provsti im Bistum Aalborg und umfasst die Orte Elling, Jerup, Nielstrup sowie Strandby. 4700 Mitglieder (Januar 2003) zählt die Gemeinde, in ihrem Einzugsgebiet wohnen allerdings eigentlich nur 4400. Neben dieser Kirche hat die Gemeinde zwei Filialkirchen, die Jerup Kirke und Strandby Kirke.

## Gebäude
Die Elling Kirke ist die älteste Kirche der Kirchengemeinde Elling. Sie wurde Anfang des 13. Jahrhunderts errichtet. Ihr Baustil ist mit den weißen Wänden und dem roten Dach mit Staffelgiebeln typisch dänisch. Ihr Grundriss ist kreuzförmig, wobei sich die Apsis im Osten und der Turm im Westen befinden. Im nördlichen Seitenflügel befindet sich ein Vorraum, die Orgel steht im südlichen Flügel.

## Innenraum
Der Kirchsaal fasst etwa 250 Gottesdienstbesucher. Der Altar aus dem Jahr 1635 zeigt ein Bild des gekreuzigten Christus, über dem Altarbild befindet sich ein Baldachin. Die Kanzel stammt aus dem Jahr 1766 und ist in denselben Farben gehalten wie der Altar.